# Jules Geheniau
Jules Geheniau (1909 — 1991) foi um matemático e físico belga.
Foi professor da Universidade Livre de Bruxelas. Colaborador de Louis de Broglie, desenvolveu princípios da mecânica relativística.
Participou da 8ª, 10ª e 11ª Conferência de Solvay.

## Obras
- Energie nucléaire et bombe atomique. Un sondage d'opinion publique, Guillaume Jacquemyns; Introduction de Jules Geheniau, Marc de Hemptinne, Pol Swings, Institut universitaire d'information sociale et économique, Insoc . 1954; n° 4
- Contribution a la Théorie de la lumière de L. de Broglie (Exposés de Physique Théorique), Hermann et Cie, Paris, 1939.